# World Heroes-serien
World Heroes (ワールドヒーローズ Wārudo Hīrōzu?) är en dator- och TV-spelsserie bestående av man mot man-fightingspel skapade av Alpha Denshi/ADK, assisterade av SNK) Spelen utgavs i början-mitten av 1990-talet. Spelen bygger på en handling där Dr. Brown byggt en tidsmaskin och ordnar en turnering med slagskämpar från olika historiska epoker.

## Spel

### Huvudserien
| Titel                | Släppår |
| -------------------- | ------- |
| World Heroes         | 1992    |
| World Heroes 2       | 1993    |
| World Heroes 2 Jet   | 1994    |
| World Heroes Perfect | 1995    |

### Fotnoter
1. ↑  ”World Heroes series” (på engelska). Mobygames. http://www.mobygames.com/game-group/world-heroes-series. Läst 21 april 2015.